# Věra Jourová
Věra Jourová (n. 18 august 1964, Třebíč, Cehoslovacia) este o politiciană, om de afaceri și avocată cehă. Din 2019 ocupă funcția de Vicepreședinte al Comisiei Europene. Anterior a făcut parte din Comisia Juncker, fiind comisar european pentru Justiție, protecția consumatorului și egalitate de gen din octombrie 2014. În perioada 2013-2014 ea a fost ministru ceh pentru Dezvoltare Regională și membră a Camerei Deputaților.

## Biografie
Jourová a studiat antropologie la facultatea de filosofie, apoi dreptul la facultatea de drept de la Universitatea Carolină din Praga. În 2003 ea a intrat în Partidul Social Democrat ceh (ČSSD). A fost numită șef adjunct al Ministerului Dezvoltării Regionale, unde a condus Departamentul pentru Integrare Europeană până în martie 2006. Responsabilitățile sale au inclus coordonarea echipei cehe care a negociat fonduri UE cu Comisia Europeană și Banca Europeană de Investiții, precum și gestionarea fondurilor UE în Republica Cehă.
În octombrie 2006 Jourová a fost acuzată de acceptarea unei mite de 2 milioane de coroane cehești de la primarul orașului Budišov, din Moravia de Sud, pentru asigurarea subvențiilor UE pentru reconstrucția Castelului Budišov. Deși a fost complet exonerată, ea a petrecut mai mult de o lună în arest preventiv, lucru care "a adus divorț și a provocat durere familiei sale". Urmărirea penală a fost stopată la mijlocul anului 2008, concluzia fiind că mita nu a avut loc.
Ea se află în spatele noii legislații propuse privind blocarea în UE a platformelor de bitcoin și criptovalute.
Între 2006 și 2013 ea a fost un consultant independent care oferea consultanță cu privire la chestiunile UE în Republica Cehă, România, Rusia, Belarus, Letonia, Estonia, Macedonia, Serbia, Muntenegru și Republica Moldova.
Jourová a devenit membră a partidului politic ANO din 2012, iar în urma alegerilor anticipate din Republica Cehă din 2013, a fost aleasă membru al Camerei Deputaților. A devenit ministru al dezvoltării regionale în ianuarie 2014 în guvernul lui Bohuslav Sobotka. Popularitatea ei a rămas constant ridicată, ajutând partidul să ajungă pe locul al doilea în alegerile naționale din 2013 și la victoria în alegerile europene din 2014.

### Membru al Comisiei Europene, 2014–prezent
În iulie 2014 cele trei partide din guvernul ceh au convenit că următorul comisar european al țării ar trebui să fie Jourová. La acea vreme au existat speculații că ea ar concura pentru  posturile importante de comisar european pentru politică regională sau comisar european pentru
piața internă și servicii.
După o audiere în Parlamentul European, ea a fost confirmată drept comisar al Uniunii Europene pentru Justiție, protecția consumatorilor și egalitate de gen în cadrul Comisiei Juncker. Observatorul european al întreprinderilor (CEO) "și-a exprimat îndoielile serioase" cu privire la posibilele ei conflicte de interese din cauza legăturilor cu președintele ANO, Andrej Babiš, care era ministrul ceh al finanțelor și un om de afaceri miliardar. Partidul ei, ANO, aparține Alianței Liberalilor și Democraților pentru Europa în Parlamentul European.
Responsabilitățile sale includ egalitatea de șanse între femei și bărbați, cooperarea judiciară în cadrul UE și preocupările privind viața privată, inclusiv încheierea negocierilor asupra unui Acord UE-SUA privind siguranța portuară și colaborarea cu vicepreședintele pentru piața unică digitală, Andrus Ansip, pentru a promova "reforma UE în domeniul protecției datelor și modernizarea și simplificarea regulilor de consum pentru achizițiile online și digitale".
Din 2019 ocupă funcția de Vicepreședinte al Comisiei Europene.

## Legături externe
- Věra Jourová profile at idnes.cz
- Twitter account